# Psiloderces suthepensis
Espèce
Psiloderces suthepensis est une espèce d'araignées aranéomorphes de la famille des Psilodercidae.

## Distribution
Cette espèce est endémique de la province de Chiang Mai en Thaïlande,. Elle se rencontre sur le Doi Suthep.

## Description
La carapace du mâle holotype mesure 0,8 mm de long sur 0,7 mm et l'abdomen 0,9 mm de long et la carapace de la femelle paratype mesure 0,8 mm de long sur 0,7 mm et l'abdomen 1,0 mm de long.

## Étymologie
Son nom d'espèce, composé de suthep et du suffixe latin -ensis, « qui vit dans, qui habite », lui a été donné en référence au lieu de sa découverte, le Doi Suthep.

## Publication originale
- Deeleman-Reinhold, 1995 : The Ochyroceratidae of the Indo-Pacific region (Araneae). The Raffles Bulletin of Zoology Supplement, no 2, p. 1-103 (texte intégral).